# Knooppunt Ekkersweijer
Knooppunt Ekkersweijer is een Nederlands verkeersknooppunt voor de aansluiting van de autosnelwegen A2 en A50 in de randweg Eindhoven. Dit halve sterknooppunt ligt tussen Best en Eindhoven en is genoemd naar het naburige natuurgebied.
Dit knooppunt is geopend in 1991. Tot de ombouw van knooppunt Ekkersrijt liep de A58 door in oostelijke richting en was deze in knooppunt Ekkersweijer dubbelgenummerd met de A2. Sindsdien loopt de A50 echter door tot aan Ekkersweijer en stopt (of begint) de A58 in het naburige knooppunt Batadorp.
De westelijke tak van het knooppunt is tussen 2006 en medio 2010 gereconstrueerd, als onderdeel van de verbreding van de Randweg Eindhoven. De A2 in zuidelijke richting splitst zich nu ten westen van dit knooppunt in hoofd- en parallelbanen.

## Richtingen knooppunt
| Aansluitende wegen                                        | Aansluitende wegen | Aansluitende wegen | Aansluitende wegen | Aansluitende wegen                                                         |
| --------------------------------------------------------- | ------------------ | ------------------ | ------------------ | -------------------------------------------------------------------------- |
| richting 's-Hertogenbosch / Amsterdam                     |                    |                    |                    | Randweg Eindhoven richting Son en Breugel / Arnhem / Apeldoorn / Emmeloord |
|                                                           |                    |                    |                    |                                                                            |
|                                                           |                    |                    |                    |                                                                            |
|                                                           |                    |                    |                    |                                                                            |
| Randweg Eindhoven richting Eindhoven / Weert / Maastricht |                    |                    |                    |                                                                            |

Almere · Amstel · Arnestein · Assen · Azelo · Badhoevedorp · Bankhoef · Batadorp · Beekbergen · Benelux · Beverwijk · Bodegraven ·  Boterdiep ·  Buren · Burgerveen · Coenplein · De Baars · De Hoek · De Hogt · De Nieuwe Meer · De Poel · De Punt · De Stok · Deil · Diemen · Drachten · Drie Klauwen · Eemnes · Ekkersweijer · Emmeloord · Empel · Euvelgunne · Everdingen · Ewijk · Galder · Gooimeer · Gorinchem · Gouwe · Grijsoord · Hattemerbroek · Heerenveen · Hellegatsplein · Het Vonderen · Hintham · Hoevelaken · Hofvliet · Holendrecht · Holsloot · Hoogeveen · Hooipolder · IJmuiden (niet officieel) · Joure · Julianaplein · Kerensheide · Kethelplein · Klaverpolder · Kleinpolderplein · Kooimeer · Kruisdonk · Kunderberg · Lankhorst · Leenderheide · Lunetten · Maanderbroek · Markiezaat · Muiderberg · Neerbosch · Noordhoek · Ommedijk · Oud-Dijk · Oudenrijn · Paalgraven · Princeville · Prins Clausplein · Raasdorp ·  Reitdiep ·  Ressen · Ridderkerk · Rijkevoort · Rijnsweerd · Rottepolderplein · Rozenburg · Sabina · Sint-Annabosch · Stelleplas · Slufter · Ten Esschen · Terbregseplein · Tiglia · Vaanplein · Valburg · Velperbroek · Velsen · Vlaardingen · Vrijheidsplein · Vught · Waterberg · Watergraafsmeer · Werpsterhoek · Westerlee · Ypenburg · Zaandam · Zaarderheiken · Zonzeel · Zoomland · Zuidbroek · Zurich

Geplande knooppunten:
De Liemers · Harnasch · Zestienhoven

Voormalige knooppunten:
Bocholtz · Ekkersrijt · Europaplein (Groningen) · Europaplein (Maastricht) · Lindenholt